# Podoscypha multizonata
Podoscypha multizonata är en svampart som först beskrevs av Berk. & Broome, och fick sitt nu gällande namn av Narcisse Theophile Patouillard 1928. Podoscypha multizonata ingår i släktet Podoscypha och familjen Meruliaceae.   Inga underarter finns listade i Catalogue of Life.